# Larry Clark
Larry Clark (Tulsa, Oklahoma; 19 de enero de 1943) es un fotógrafo y director de cine estadounidense. Comenzó trabajando con fotografías en blanco y negro. Después de salir de la escuela, estuvo dos años en Vietnam. 
Después de publicar algunos libros de fotografía, incluidos Tulsa y Teenage Lust, conoció a un joven escritor llamado Harmony Korine en Nueva York. Juntos trabajaron en el libreto de la película Kids, su polémica ópera prima. 
Los temas más tratados en sus películas son la violencia juvenil, el skateboarding, las drogas y el sexo casual. En diversas entrevistas, Clark ha declarado que estos tópicos fueron vividos por él mismo en su juventud. Sus películas son hechas de forma directa, con una fotografía cruda y simple, de un tono realista. Destacados directores, tales como Gus Van Sant y Martin Scorsese han admirado el trabajo de Clark, sobre todo en su primera etapa en el mundo de la fotografía.

## Biografía
Clark nació en Tulsa, Oklahoma. Aprendió fotografía a temprana edad. Su madre era fotógrafa y a los 13 años tuvo que ayudar en el negocio familiar. Su padre trabajaba para la Oficina de Servicio al Lector, vendía libros y revistas de puerta en puerta, y rara vez estaba en casa.
En 1964, se mudó a la ciudad de Nueva York para trabajar por cuenta propia, pero más tarde fue reclutado por el ejército de EE. UU. para servir dos meses en la Guerra de Vietnam. Sus experiencias allí lo llevaron a publicar el libro Tulsa en 1971, un documental fotográfico que ilustra el uso de drogas en blanco y negro.
Más tarde, ya en 1983, publicó Teenage Lust, una "autobiografía" de su pasado adolescente a través de las imágenes de otros. Incluía fotos de su familia, más uso de drogas entre adolescentes, imágenes gráficas de la actividad sexual y jóvenes estafadores en Times Square, Nueva York. 
Clark construyó un ensayo fotográfico titulado La infancia perfecta que examinó el efecto de los medios en la cultura juvenil. Sus fotografías son parte de colecciones públicas en varios museos de arte, incluidos el Museo Whitney de Arte Americano, el Museo de Artes Fotográficas y el Museo de Bellas Artes de Boston.
Su carrera cinematográfica empezó con la dirección del videoclip Solitary Man de Chris Isaak. Después de publicar otras colecciones fotográficas, Clark conoció a Harmony Korine en la ciudad de Nueva York y le pidió a Korine que escribiera el guion de su primer largometraje Kids, que fue lanzado a controversia y recepción crítica mixta en 1995.
A pesar del contenido de su obra, Clark afirmó en una entrevista que durante sus grabaciones se mantuvo sobrio, a excepción del rodaje de Marfa Girl, donde utilizó opiáceos para el dolor debido a una cirugía de reemplazo de rodilla doble.

## Obras

### Películas
- 1995 - Kids, acerca del comportamiento sexual de los adolescentes y el sida.
- 1998 - Al final del edén ("Another day in paradise"), una historia de un crimen, con James Woods y Melanie Griffith.
- 2001 - Bully, planificación de un asesinato adolescente, basada en hechos reales.
- 2002 - El regreso a las cavernas ("Teenage caveman").
- 2002 - Ken Park, historias de un grupo de adolescentes.
- 2006 - Wassup Rockers, acerca de un grupo de jóvenes amigos patinadores salvadoreños en EE. UU.
- 2006 - Destricted
- 2012 - Marfa Girl, historia de dos jóvenes en Marfa, Texas. Con Adam Mediano y Mercedes Maxwell
- 2014 - The Smell Of Us, acerca de un grupo de skaters franceses matando el tiempo patinando y consumiendo lo que se les ponga delante.
- 2018 - Marfa Girl 2, acerca de una familia que trata de recuperarse después de una tragedia en Marfa, Texas.

### Libros
- 1971 - Tulsa.
- 1983 - Teenage Lust.
- 1993 - The Perfect Childhood.
- 1999 - Larry Clark.
- 2013 - Uygur Manichaean Texts: Texts, Translations, Commentary.